# トリノスケール

トリノスケールのチャート。上ほど天体が大きく、右ほど衝突確率が高い。

トリノスケール (英語: Torino Scale) は、地球近傍天体 (NEO) に分類される小惑星や彗星が地球に衝突する可能性のある確率、および衝突した際に予想される被害状況を11段階の尺度で示した指標である。「0」から「10」までの11段階のレベルと色付けによって区分され、主に地球への天体衝突の危険性について監視を行っているコミュニティによる一般への情報伝達を容易にすることを目的としている。衝突の確率と衝突に伴う事象の影響度を反映しているが、天体が衝突するまでどれほどの期間があるのかについては考慮していない。
トリノスケールにおいて下から2番目の「1」と評価される地球近傍天体の小惑星は年に何回かの頻度で発見されているが、ほとんどの事例において詳細な観測が行われることで小惑星の軌道の予測が正確になり、最終的に地球へ衝突する可能性が完全に排除されることでトリノスケールによる評価の対象外となる。

## 概要

発見当初にトリノスケールによる評価が行われた小惑星が後に衝突リスクが無いと判断される仕組みを示した画像。当初は小惑星が通過する可能性のある範囲内に地球があったとしても、観測回数が増えて詳細に軌道が予測できるようになると地球がその範囲内から外れて最終的に衝突リスクは排除されるという評価となる事例が多い。

マサチューセッツ工科大学の教授であるリチャード・ビンゼルにより提案され、1999年6月にイタリアのトリノで開催された国際天文学連合の会議で採択された。ビンゼルは後に、1990年代初頭頃には、トリノスケールの考えに繋がる小惑星の衝突に対する警戒システムの開発について考えていたと述べている。
トリノスケールで「1」と評価された小惑星の発見に対する過剰報道などを考慮し、2005年には各レベルごとにさらに相応しい説明文となるように改訂された。特に改訂前のトリノスケール「1」では「注意深く観測するに値する事象 (Events meriting careful monitoring) 」だったが、改訂後は単なる「普通 (Normal) 」になった。
これまで実際に適用されたことのある最高のレベルは、 (99942) アポフィスの2029年の地球への接近において2004年に一時的に適用された「4」である。しかし、その後の観測で軌道がより精査された結果、(99942) アポフィスがこの接近で潜在的な地球への衝突確率は大幅に低下することになり最も低い「0」へ格下げされた。また、これに次ぐ「3」に分類された事例としては2024年末に発見された 2024 YR4 があるが、こちらもその後に「0」へ格下げされている。

## 階級表
トリノスケールは、リスクの低い順から白、緑、黄、オレンジ、赤と色でも表される。各色とレベルは以下のような意味を持つ。
| 危険性なし (白)                 | 危険性なし (白) |
| ------------------------------- | --- |
| 0.                              | 衝突の可能性は0といっていいほどに低い。もしくは大気中で燃え尽きるか、たとえ隕石として落下したとしてもほとんど被害が出ないほどに小さい天体である。 |
| 普通 (緑)                       | |
| 1.                              | 地球近くを通過することが予想される天体が発見されたが、危険性は決して並外れたレベルにあるとはいえない。このような天体は日常的に発見される。衝突の可能性はきわめて低いと算定されており、公共の注意や懸念に値しない。さらに望遠鏡による観測を重ねれば、評価がLevel 0に切り替わると思われる。                         |
| 天文学者による注意に値する (黄) | |
| 2.                              | 地球との接近距離はいくらか近いが、そこまで珍しくもない程度のものである。さらに観測の幅が広ければ、そのような発見は日常茶飯事のものとなろう。天文学者は注意を払うに値するが、実際に衝突すると考えにくく公共の注意や懸念の根拠にはならない。さらに望遠鏡による観測を重ねれば、評価がLevel 0に切り替わると思われる。 |
| 3.                              | 接近距離は近く、天文学者が注意を払うに値するものである。今のところ衝突して局地的な破壊がもたらされる可能性は1%以上と算定されている。さらに望遠鏡による観測を重ねれば、評価がLevel 0に切り替わる可能性はきわめて高い。遭遇が10年を切っているならば、公共、公共機関が注意するに値する。                             |
| 4.                              | 接近距離は近く、天文学者が注意を払うに値するものである。今のところ衝突して広域の破壊がもたらされる可能性は1%以上と算定されている。さらに望遠鏡による観測を重ねれば、評価がLevel 0に切り替わる可能性はきわめて高い。遭遇が10年を切っているならば、公共、公共機関が注意するに値する。                               |
| 脅威 (オレンジ)                 | |
| 5.                              | 地域を荒廃させる恐れのある深刻な、しかしまだ不確実な近接遭遇。衝突が起こるか否か確実に決定するため、天文家は非常に注意する必要がある。もし遭遇が10年を切っている場合、政府の非常事態計画は正当化されるかもしれない。                                                                                              |
| 6.                              | 世界的大災害発生の恐れのある深刻な、しかしまだ不確実な大きな物体の近接遭遇。衝突が起こるか否か確実に決定するため、天文家は非常に注意する必要がある。もし遭遇が30年を切っている場合、政府の非常事態計画は正当化されるかもしれない。                                                                                |
| 7.                              | 世界的大災害発生の恐れのある空前の、しかしまだ不確実な大きな物体の今世紀中の非常な近接遭遇。今世紀のそのような脅威のために、国際的な非常事態計画は正当化され、特に衝突が起こるか否か緊急にそして確実に決定する。                                                                                                  |
| 間違いなく衝突 (赤)             | |
| 8.                              | 衝突は確実で、陸への衝突（沖合い近くなら津波かもしれないが）で局地的に破壊する能力を有する。そのような出来事は50年から数千年に一回の割合で発生する。 |
| 9.                              | 衝突は確実である。陸への衝突や海洋への衝突による大津波によって空前の地域的荒廃をもたらす能力を有する。そのような出来事は1万年から10万年に一回の割合で発生する。 |
| 10.                             | 衝突は確実である。それが陸海いずれで起こるにせよ、文明の存続が危ぶまれる程の全地球的な気候の壊滅的異変が起こるであろうことが明らかである。そのような出来事が起こる可能性は、10万年に一回かそれ以下の割合である。                                                                                                  |